# Сорока, Михаил Михайлович
Михаи́л Миха́йлович Соро́ка (укр. Михайло Михайлович Сорока; 27 марта 1911, Большие Гнилицы — 16 июня 1971, Дубровлаг, Мордовия) — украинский националист, политзаключенный, проведший в лагерях ГУЛАГ более 30 лет.

## Ранняя биография
Родился 27 марта 1911 года в селе Большие Гнилицы, в то время в Австро-Венгрии, ныне в Тернопольской области Украины, указывается также село Кошляки (на самом деле — родное село его отца). Рано осиротел. Окончил Украинскую реформированную реальную гимназию в Ржевцях под Прагой (Чехословакия), архитектурный факультет Пражского политехникума (1936). Член украинской скаутской организации Пласт, затем — Организации украинских националистов (ОУН). С 1934 года выполнял задания руководства ОУН на западноукраинских землях. Арестован польскими властями 9 января 1937 года, осужден на 5 лет лишения свободы; был в заключении в тюрьмах Станиславова и Гродно, затем в концентрационном лагере Берёза-Картузская.
Вышел на свободу в 1939 году после германо-советского раздела Польши, 5 ноября того же года в греко-католическом соборе св. Юра (Львов) обвенчался с Катериной Зарицкой (1914—1986), дочерью крупного украинского математика проф. Мирона Зарицкого, с которой был знаком с детства и вновь встретился в станиславовской тюрьме; в начале 1940 года поступил на первый курс математического факультета Львовского политехнического института, одновременно работая библиотекарем в библиотеке физико-математического факультета Львовского университета, с марта начал учиться на художественных курсах. Спустя четыре месяца после свадьбы, 22 марта 1940 года, арестован советскими органами, с женой больше никогда в жизни не встречался.

## В советских тюрьмах и лагерях
Украинцев, которые при польской власти были арестованы или находились под надзором полиции за национальную деятельность, советские органы также считали потенциально нелояльными и подвергали репрессиям. При аресте 22 марта 1940 года своей супруги Катерины Михайло Сорока вступился за неё и также был задержан; проверка по польским архивам выявила его принадлежность к числу активных деятелей ОУН. При этом советским властям не было известно о том, что в действительности с 1940 года Сорока являлся уже членом краевой экзекутивы (руководящего органа) ОУН. Поэтому 7 мая 1941 года он был приговорён ОСО при НКВД СССР только к 8 годам лишения свободы как «социально опасный элемент», и отправлен во Владивосток, а затем в Воркуту, тогда как К. Зарицкая оставалась во Львове (уже в тюрьме, 2 сентября 1940 года, у неё родился сын Богдан, который был передан на воспитание её родителям — впоследствии он стал известным художником).
В Воркуте знания М. Сороки использовались для работы в геологических исследованиях. Имея возможность перемещаться из лагеря в лагерь, он принял активное участие в формировании подпольной организации «ОУН-Північ» («ОУН-Север», она же — «Заполярный провод ОУН»), задачей которой была моральная и физическая взаимопомощь заключенных-украинцев. В 1948 году, по окончании срока, должен был на некоторое время остаться в Воркуте в качестве вольнонаёмного, однако перед этим получил разрешение на два месяца съездить во Львов; здесь установил связь с находившимся в подполье руководством ОУН(б). Затем вернулся в Воркуту, где оставался до мая 1949 года; под его руководством «ОУН-Північ» налаживала отношения с заключенными других национальностей (прибалтами, немцами). В мае опять направился во Львов и уже 29 июля 1949 года был арестован. Решением особого совещания при МГБ СССР 26 октября 1949 года выслан на спецпоселение в Красноярский край. 15 декабря 1952 года арестован в связи с тем, что советские органы раскрыли существование «ОУН-Північ». После проходившего в жесткой форме следствия, проходившего сначала в Красноярске и затем в Сыктывкаре, 15 сентября 1953 года военный трибунал Беломорского военного округа осудил М. Сороку по стт. 58-1-а, 58-10 УК РСФСР к расстрелу, который 30 ноября был заменен 25 годами лишения свободы. Из других осужденных по делу «ОУН-Північ» двое также были приговорены к смертной казни, 9 человек — к 25 годам, двое — к 15, один — к 10, и один к 5,5 годам; в ходе следствия также один человек умер, двое покончили с собой, один остался полным инвалидом. Тем не менее, деятельность организации продолжалась и позднее.
По новому приговору М. Сорока был отправлен в Степлаг (Казахстан), где находился в том числе во время восстания заключённых. Известен как автор слов и музыки «Кенгирского марша» — гимна восстания («У гарячих степах Казахстану…»). Степень участия М. Сороки в руководстве восстанием по-разному оценивается разными авторами; по крайней мере, он не входил в созданную заключенными «комиссию». После того, как восстание было подавлено, М. Сорока вместе с другими активистами из числа повставнцев был этапирован в Берлаг (Магадан).
16 апреля 1957 года военный трибунал Прикарпатского военного округа пересмотрел уголовное дело в отношении М. Сороки и отменил постановление ОСО при МГБ СССР от 26.10.1949 за отсутствием состава преступления и по данному делу реабилитировал его, однако по приговору 1953 года он продолжал отбывать наказание, причем его часто переводили в разные места: Тайшет, Свердловск, Казань, с 1962 года — различные лагеря в Мордовии. В первой половине 1960-х годов сотрудники КГБ на два месяца вывозили М. Сороку в Киев, Тернополь и Львов, устраивая ему встречи с сыном и другими родственниками и показывая «новую жизнь» советской Украины, однако отречения от своих взглядов от него не добились и вернули его в лагерь. 6 января 1967 года он пережил инфаркт миокарда, после которого получил вторую группу инвалидности.
В последние годы М. Сорока, обладавший большим нравственным авторитетом среди политзаключенных, руководил их культурной жизнью, проводя вечера памяти Тараса Шевченко, Леси Украинки и т. д.
Умер он 16 июня 1971 года в лагере № 17 (пос. Озерный) Дубравлага, непосредственной причиной смерти стал ещё один инфаркт. В это время его жена, Катерина Зарицкая, находилась в другом лагере того же лагуправления в пос. Барашево. Тело М. Сороки привезли в Барашево в больницу и затем там же на кладбище похоронили, однако жене не разрешили попрощаться с ним.

## Память
28 сентября 1991 года Михайло Сороку перезахоронили на Лычаковском кладбище во Львове, туда же была перенесена могила его жены Катерины Зарицкой.